# Kvalvika
Kvalvika (norwegisch für Walbucht) ist eine Bucht an der Mirny-Küste der antarktischen Peter-I.-Insel. Sie liegt an der Nordseite der Mündung des Simonovbreen.
Wissenschaftler des Norwegischen Polarinstituts benannten sie 1987.